# راگبی ۱۵ نفره

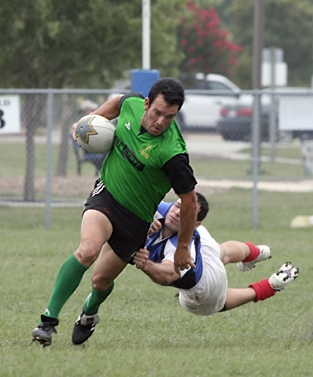
تکل در راگبی برای متوقف کردن بازیکن صاحب توپ و گرفتن توپ استفاده می‌شود.

اتحاد راگبی، راگبی یونیون (به انگلیسی: Rugby Union) یا راگبی ۱۵ نفره یک ورزش گروهی است که در یک زمین چمن مستطیل با دروازه‌های H شکل در دو سوی زمین و با یک توپ تخم مرغی شکل بازی می‌شود. اتحاد راگبی در اوایل سده نوزدهم در انگلستان ابداع شد و به همراه راگبی لیگ (۱۳ نفره) یکی از دو نوع اصلی ورزش راگبی فوتبال است.

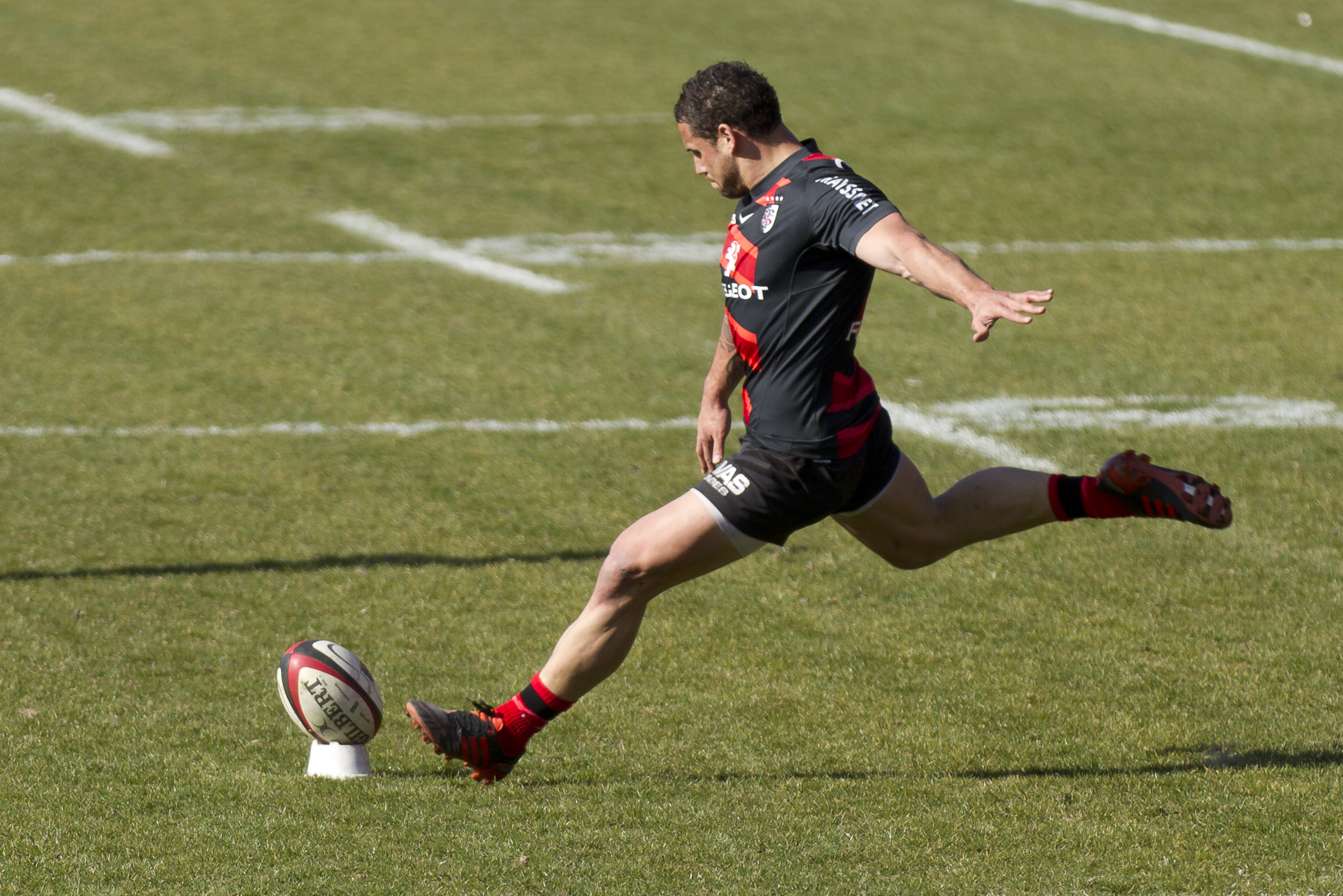
لوک مک آلیستر در حال شوت در راگبی ۱۵ نفره بین تیم‌های کستر المپیک با استد تولوزین در ورزشگاه استید ارنست والون

در هر دو این ورزش‌ها شکل دیگری از مسابقه با ۷ بازیکن نیز وجود دارد که با کمی تغییر در قوانین و به شکلی سریع‌تر بازی می‌شود. البته راگبی ۷ نفره در اتحاد راگبی بیشتر بازی می‌شود.
راگبی ۱۵ نفره در چهار المپیک تابستانی ۱۹۰۰ پاریس، ۱۹۰۴ لس آنجلس، ۱۹۰۸ لندن و ۱۹۲۰ آنتورپ و ۱۹۲۴ پاریس برگزار شده‌است. راگبی ۷ نفره در برنامه مسابقات المپیک ۲۰۱۶ ریودوژانیرو و همین‌طور المپیک ۲۰۲۰ قرار گرفته‌است. مسابقات راگبی ۷ نفره یا راگبی سونز از سال ۱۹۹۸ به این سو در دو المپیاد ورزشیِ بازی‌های آسیایی و بازی‌های کشورهای همسود (بریتانیا و مستعمرات سابق آن) هم برگزار شد.

## نام
نام کامل این ورزش در زبان انگلیسی راگبی یونیون فوتبال (Rugby Union Football) و در زبان فرانسه (Rugby a XV) است.
در بیشتر مناطق دنیا به اختصار از کلمه راگبی یا راگبی فوتبال استفاده می‌شود.
در کشورهایی که علاوه بر راگبی ۱۵ نفره، راگبی ۱۳ نفره یا راگبی لیگ هم ورزش پرطرفداری‌ست، این رشته را راگبی آنیِن یا فقط آنین می‌نامند. مانند؛ استرالیا، نیوزیلند، جزایر دیگر اقیانوسیه و بریتانیا.
این ورزش در برخی کشورها فوتبال هم نامیده می‌شود. به ویژه در کشورهایی که فوتبال محبوبیت چندانی ندارد و ساکر (Soccer) نامیده می‌شود. مانند؛ نیوزیلند، برخی مناطق استرالیا (در بیشتر استرالیا فوتبال به معنای فوتبال استرالیایی است؛ ورزش دیگری از خانواده راگبی)، و سایر جزایر اقیانوسیه.
طرفداران راگبی در بریتانیا هم ممکن است ورزش خود را فوتبال بنامند، اما به‌طور کلی فوتبال در این کشور بیشتر به فوتبال اَسُسیِیشِن (Football Association) اطلاق می‌شود.
در آمریکا و کانادا هم فوتبال به فوتبال آمریکایی و فوتبال کانادایی گفته می‌شود و این رشته راگبی یا راگبی آنین نامیده می‌شود.
اما در زبان‌های فرانسوی، ایتالیایی، کاتالان و برخی زبان‌های دیگر این ورزش بیشتر راگبی ۱۵ نفره و راگبی لیگ هم راگبی ۱۳ نفره نامیده می‌شود.

## طرز بازی

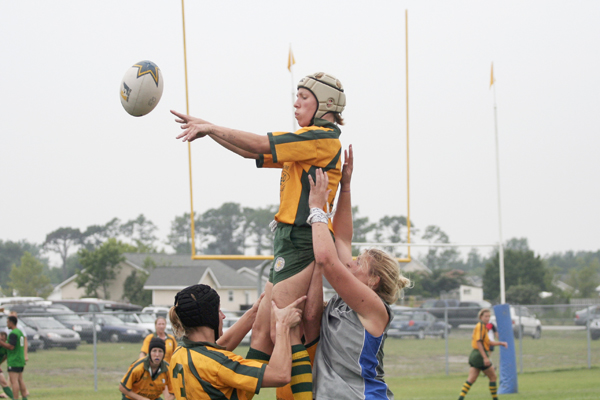
راگبی زنان در آمریکا

مسابقات راگبی در دو نیمه ۴۰ دقیقه‌ای برگزار می‌شود. بین دو نیمه زمان استراحت ۱۰ دقیقه‌ای وجود دارد. مسابقات رده‌های سنی زیر ۱۹ سال و پائین‌تر در ۷۰ دقیقه برگزار می‌شود. هر مسابقه یک داور و دو کمک داور دارد و استفاده از دوربین‌های تلویزیونی برای کمک به داور هم رایج است.
هدف مسابقه کسب امتیاز است. کسب امتیاز به دو روش انجام می‌شود:
1. ترای (Try): بر زمین گذاشتن توپ در محوطه دروازه حریف یک ترای محسوب شده و ۵ امتیاز دارد.
2. گل: گذراندن توپ با ضربه پا از بین دو تیرک عمودی و بالای تیرک افقی دروازه حریف که به سه روش انجام می‌پذیرد.
  1. در جریان بازی (Dropped Goal) در این حالت توپ باید قبل از شوت زمین را لمس کرده باشد. ۳ امتیاز دارد.
  2. پنالتی (Penalty): یک ضربه ایستگاهی که در صورت خطای بازیکنان تیم حریف زده می‌شود. ۳ امتیاز دارد.
  3. جایزه (Conversion): بعد از به ثمر رساندن ترای یک ضربه ایستگاهی به تیم جایزه داده می‌شود. گل کردن این توپ ۲ امتیاز دارد.

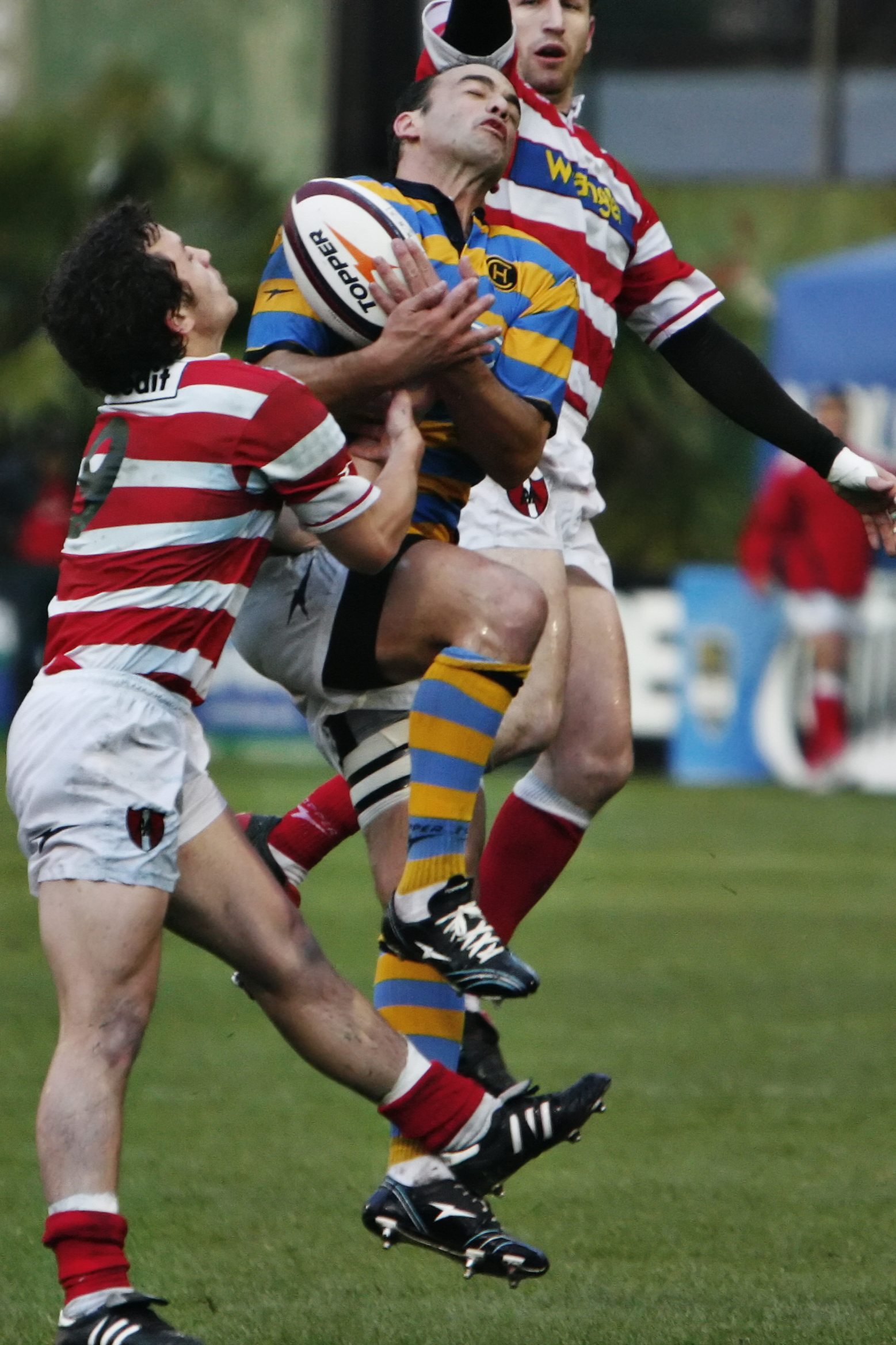
راگبی در آرژانتین

زمین مسابقه بایستی حداکثر ۱۰۰ متر طول و ۷۰ متر عرض داشته باشد. محوطه گل یعنی زمین آن سوی خط عرضی هم حداقل ۱۰ و حداکثر ۲۲ متر باید ادامه پیدا کند.
تیرهای دروازه در مرکز محوطه گل حریف قرار می‌گیرند و ۵٫۶ متر از هم فاصله و تیرک افقی در ارتفاع ۳ متری آن‌ها قرار می‌گیرد. ارتفاع تیرک‌های عمودی بایستی بیش از ۴٫۳ متر باشد؛ و به این ترتیب دروازه شکل H پیدا می‌کند.
در طول مسابقه هر تیم صاحب توپ سعی دارد توپ را به محوطه گل حریف برساند. برای این کار پاس دادن توپ با دست به سمت جلو ممکن نیست. توپ را فقط می‌توان به طرفین یا عقب پرتاب کرد.
پاس دادن توپ با دست نبایستی به سمت جلو انجام شود. شوت کردن توپ با پا به سمت جلو ممکن است اما پس از آن امکان پاس توپ وجود ندارد. ممنوعیت پاس به جلو موجب می‌شود که همه بازیکنان هم تیمی که از بازیکن صاحب توپ به دروازه حریف نزدیکتر هستند، در موقعیت آفساید قرار داشته و در صورت دخالت در جریان بازی خطاکار باشند.
بازیکنان تیم حریف برای تکل بازیکن صاحب توپ یعنی گرفتن و انداختن او به روی زمین تلاش می‌کنند. در این وضعیت بازیکن صاحب توپ نمی‌تواند توپ را نگه دارد و باید آن را پاس داده یا آزاد کند.

## مقررات
توپ استاندارد راگبی ۱۵ نفره این شرایط را داراست:
- طول: ۲۸ سانتیمتر
- محیط (در طولانی‌ترین قسمت): ۵۶ سانتیمتر
- محیط (در عریض‌ترین قسمت): ۲۸ تا ۳۰ سانتیمتر
- وزن: ۴۱۰ تا ۴۶۰ گرم
- فشار هوا (پوند در اینچ مربع): ۹٫۵ تا ۱۰

## نهادهای اداره‌کننده

سبز تیره: کشورهای عضو اتحادیه راگبی، سبز روشن: وابسته‌های اتحادیه

هیئت بین‌المللی راگبی سازمان اداره‌کننده و قانون‌گذار ورزش راگبی در دنیاست. مقر این سازمان در دوبلین قرار دارد.
شش اتحادیه منطقه‌ای عضو هیئت بین‌المللی راگبی هستند:
1. کنفدراسیون راگبی آفریقا
2. اتحادیه راگبی فوتبال آسیا
3. انجمن راگبی آمریکای شمالی و هند غربی
4. انجمن راگبی اروپا
5. فدراسیون راگبی آنین اقیانوسیه
6. کنفدراسیون راگبی آمریکای جنوبی

## راگبی در المپیک
راگبی ۱۵ نفره در چهار المپیک تابستانی ۱۹۰۰ پاریس، ۱۹۰۸ لندن، ۱۹۲۰ آنتورپ و ۱۹۲۴ پاریس برگزار شد. بر اساس مقررات المپیک انگلستان، اسکاتلند و ولز، سه قدرت اصلی این رشته، امکان حضور جداگانه در مسابقات را ندارند و تیم بریتانیا به نمایندگی از این کشور در مسابقات حضور پیدا می‌کرد.
در المپیک ۱۹۰۰ مسابقات با حضور سه کشور برگزار شد و فرانسه میزبان با پیروزی بر بریتانیا و آلمان قهرمان شد. در المپیک ۱۹۰۸ تیم استرالیا که شامل بازیکنان نیوزیلندی هم می‌شد با شکست دو شرکت‌کننده دیگر یعنی بریتانیای میزبان و فرانسه صاحب مدال طلا شد. در المپیک ۱۹۲۰ فقط دو تیم حضور داشتند و تیم ملی ایالات متحده با بازیکنانی تازه‌کار در عین ناباوری فرانسه را شکست داده و قهرمان شد. در المپیک ۱۹۲۴ هم دوباره آمریکا با شکست فرانسه میزبان و رومانی دیگر شرکت‌کنندگان این رقابت‌ها به قهرمانی رسید. راگبی پس از آن از برنامه مسابقات خارج شد و فقط در المپیک ۱۹۳۶ برلین یک تورنمنت نمایشی راگبی همزمان با المپیک با حضور ۴ تیم آلمان، فرانسه، رومانی و ایتالیا برگزار شد که فرانسه با شکست آلمان برنده مدال طلا شد. در نشست سال ۲۰۰۹ کمیته بین‌المللی المپیک رشته راگبی ۷ نفره که یکی از انواع اتحاد راگبی محسوب می‌شود با ۸۱ رأی موافق و تنها ۸ رأی مخالف در برنامه مسابقات المپیک ۲۰۱۶ ریودوژانیرو و همین‌طور ۲۰۲۰ قرار گرفت.

## مسابقات

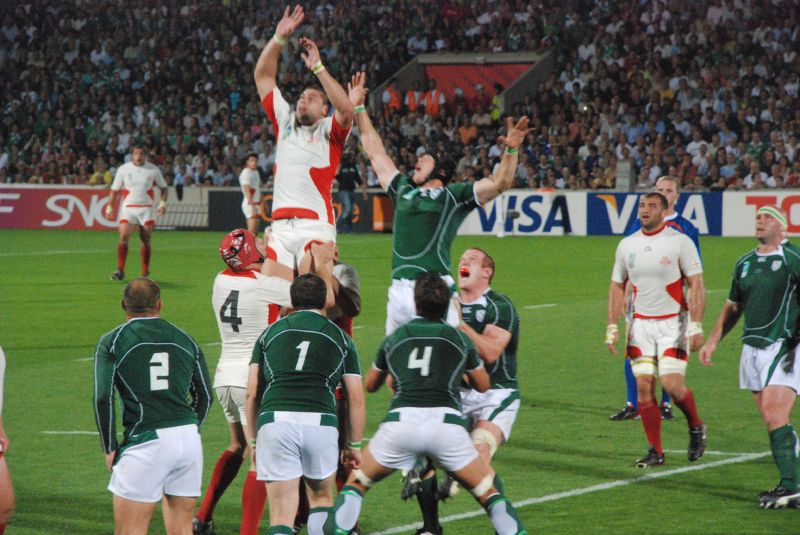
اتحادیه راگبی، بازی ایرلند - گرجستان جام جهانی ۲۰۰۷

جام جهانی راگبی مهم‌ترین تورنمنت این رشته ورزشی است که از سال ۱۹۸۷ هر ۴ سال یک بار برگزار می‌شد.. این مسابقات پس از جام جهانی فوتبال و المپیک مهم‌ترین و پربیننده‌ترین مسابقه ورزشی دنیاست. آخرین دوره این رقابت‌ها در سال ۲۰۱۱ در نیوزیلند برگزار شده و با پیروزی ۸–۷ تیم میزبان بر فرانسه در دیدار فینال به پایان رسید. جام جهانی راگبی ۲۰۰۷ هم با قهرمانی آفریقای جنوبی در فرانسه به پایان رسید. آفریقای جنوبی در مسابقه فینال تیم ملی راگبی انگلیس را شکست داد. انگلیس در صورت پیروزی می‌توانست اولین کشوری باشد که ۲ بار پیاپی فاتح جام جهانی شده‌است. در مجموع چهار کشور (آفریقای جنوبی (۱۹۹۵ و ۲۰۰۷)، استرالیا (۱۹۹۱ و ۱۹۹۹)، انگلیس (۲۰۰۳) و نیوزیلند (۱۹۸۷ و ۲۰۱۱)) تاکنون در این مسابقات به قهرمانی رسیده‌اند و در چهار دوره اخیر ۴ تیم متفاوت قهرمان شده‌اند که این از فشردگی رقابت‌ها حکایت می‌کند.
جام جهانی راگبی زنان در سال ۱۹۹۱ در ولز برگزار شده و با قهرمانی ایالات متحده به پایان رسید. دوره بعدی رقابت‌ها در ۱۹۹۴ برگزار شد و از آن به بعد هر چهار سال یک بار برگزار می‌شود. تیم ملی زنان نیوزیلند بهترین نتایج را در جام جهانی زنان کسب کرده و در ۴ دوره اخیر مسابقات (۲۰۱۰، ۲۰۰۶، ۲۰۰۲ و ۱۹۹۸) به مقام قهرمانی رسیده‌است.
مسابقات قهرمانی شش ملت و قهرمانی راگبی (رقابتهای سه ملت سابق) دو تورنمنت مهم دیگر ورزش راگبی هستند.
قهرمانی شش ملت رقابت‌هایی ست که هرسال میان شش کشور صاحب راگبی اروپایی، یعنی: انگلیس، ولز، ایرلند، اسکاتلند، فرانسه و ایتالیا برگزار می‌شود. در این تورنمنت هر تیم یکبار با ۵ تیم دیگر مسابقه می‌دهد.
تاریخچه پیدایش این مسابقات به نخستین بازی بین‌المللی راگبی برمی‌گردد که در شهر ادینبرای اسکاتلند در ۱۸۸۰ میان چهار کشور بریتانیایی برگزار شد و فرانسه هم در دهه ۱۹۰۰ به مسابقات اضافه شد و عنوان مسابقات پنج ملت پدید آمد. در ۱۹۳۱ کشورهای اصلی فرانسه را به دلیل نتایج ضعیف و شائبه حضور بازیکنان حرفه‌ای اخراج کردند. فرانسوی‌ها در سال ۱۹۳۱ برگشتند و به جز دوران جنگ جهانی دوم در تمام مسابقات بعدی حضور داشت. تیم ملی راگبی ایتالیا هم در سال ۲۰۰۰ به مسابقات اضافه شد. مسابقات قهرمانی شش ملت در بخش زنان هم برگزار می‌شود اما تیم ملی اسپانیا به جای تیم ایتالیا در بخش زنان مسابقه می‌دهد.
قهرمانی راگبی که تا سال ۲۰۱۱ مسابقات سه ملت نامیده می‌شد از سال ۱۹۹۶ میان سه قدرت اصلی راگبی در نیمکره جنوبی یعنی آفریقای جنوبی، استرالیا و نیوزیلند برگزار می‌شود. پیشرفت قابل توجه تیم ملی آرژانتین در سال‌های اخیر به ویژه مقام سوم آن جام جهانی ۲۰۰۷ باعث شد تا این تیم هم به مسابقات سه ملت دعوت شده و نام تورنمنت هم به قهرمانی راگبی تغییر یابد.